# Ratoszyn Drugi
Ratoszyn Drugi – wieś w Polsce położona w województwie lubelskim, w powiecie opolskim, w gminie Chodel.
W latach 1975–1998 miejscowość należała administracyjnie do ówczesnego województwa lubelskiego.
Wieś stanowi sołectwo w gminie Chodel. Według Narodowego Spisu Powszechnego z roku 2011 wieś liczyła 665 mieszkańców.
Wierni Kościoła rzymskokatolickiego należą do parafii św. Macieja Apostoła i św. Katarzyny w Ratoszynie Pierwszym.

## Części wsi
| SIMC    | Nazwa            | Rodzaj    |
| ------- | ---------------- | --------- |
| 0380066 | Kolonia Druga    | część wsi |
| 0380072 | Kolonia Pierwsza | część wsi |
| 0380089 | Kolonia Trzecia  | część wsi |
| 0380095 | Wodące           | część wsi |

## Historia
Wieś z metryką sięgającą XIV wieku, odnotowana w dokumentach kościelnych w roku 1328 jako „Ratosin”, w roku 1336 figuruje w spisie świętopietrza Ratoszyn płaci 1 skojec. Ratoszyn posiadał w XV wieku prawo magdeburskie, w 1451 roku Grot (z Ostrowa) tenutariusz kazimierski wójtostwo we wsi nabyte od kmiecia Wojtowicza sprzedaje Miklaszowi dziedzicowi za 70 grzywien. Według Długosza (1470-80) dziedzicami byli Grotek Balon (Grothek Balun) i inni (Długosz L.B. t.II s.544). W latach 1531–33 odnotowano pobór z części  Maciejowskiego (właściciela sąsiedniego Chodla) 10 łanów i młyna.

Parafia w Ratoszynie istniała już w XV wieku według zapisu Długosza obejmowała: Borów, Borzechów, Łopiennik, Radlin (Długosz L.B. t.II s.544-5).
W wieku XIX Ratoszyn opisano jako wieś z folwarkiem w powiecie lubelskim, gminie i parafii Chodel, leży tuż pod osadą
Chodel, posiada kościół drewniany będący filią parafii Chodel. Około roku 1888 wieś posiadała 93 osady i 1691 morgi gruntu. Folwark natomiast 3283 mórg w tym: 1263 roli, 1871 lasu, 48 mórg wody (stawy). Ratoszyn wchodził a skład dóbr Chodel.
Według spisu  z roku 1827  w Ratoszynie było 40 domów i 227 mieszkańców.